# Chiesa di Sant'Ulderico al Bocchetto
La chiesa di Sant'Ulderico al Bocchetto era una chiesa di Milano che si trovava presso il lato settentrionale dell'attuale piazza Edison. 

## Storia
La chiesa e il monastero benedettino femminile furono fondati nell'VIII secolo, certamente dopo il 774, dall'arciprete Dateo e fu inizialmente intitolata al Salvatore. In seguito alla sua morte, venne presto rinominata in suo onore San Salvatore di Dateo (e dopo il 1022 Santa Maria di Dateo) nome che mantenne almeno sino al 1191 per poi essere dedicata a Sant'Ulderico, vescovo di Augusta, che si credeva vi fosse stato ospitato durante il suo viaggio in Italia del 954. Secondo il Latuada e il Puricelli sarebbe invece dedicato al santo abate Enrico o Walrico il cui corpo fu ritrovato nella Basilica di San Nazaro in Brolo. In ogni caso la memoria di Dateo non scomparve poiché una volta l'anno i parroci della vicina chiesa di San Vittore al Teatro (parrocchia di cui il monastero era parte) officiavano una messa in suo onore a spese del monastero. Già nel 1218, tuttavia, governante la badessa Cecilia, il nome di Dateo era stato corrotto in "Dalfeo" o "Alfeo" ed era ritenuto erroneamente un santo dal popolo milanese. L'aggiunta di "al Bocchetto" risale all'incirca al 1197 quando era badessa Alessandra. Tale nome deriva dal fatto che il monastero si trovava presso il Borgo del Bocchetto, oggi via Bocchetto. Il Bocchetto era così chiamato poiché attraversato da un canale di scolo le cui acque ne uscivano poi da diverse bocche portandosi infine fuori dalle mura della città.
Nel 903 la chiesa e il monastero sono menzionate nel testamento di Andrea da Cantiano, arcivescovo di Milano.
L'arciprete e cimiliarca milanese Pietro, nel suo testamento risalente al giugno 1022, effettuò un lascito di metà di alcuni suoi beni di Novate che aveva acquistati alcuni anni prima dalla badessa Brodelinda, che allora governava il monastero. Il primo documento che attesta la dedicazione a Sant'Ulderico risale invece al 1142.
Nel 1077 Ottone, figlio di Gariardo da Terzago, donò al monastero alcuni beni posti tra i piccoli corsi d'acqua della Barona e del Restocco (o Restocano), che allora scorrevano nelle campagne a sud-ovest della città.
Nel XV secolo un violento incendio distrusse il monastero e il suo archivio.
Nel XVI secolo passarono all'osservanza e rimasero sotto la giurisdizione dei monaci della Certosa di Garegnano almeno fino al 1646.
Nel 1560 assorbì i monasteri dei Santi Giacomo e Filippo presso la Porta Comasina a Milano, Santa Maria della Stella di Bruzzanello e quello di San Nazaro di Bellusco.
Tra il 1607 e il 1608 vi fu imprigionata Marianna de Leyva, popolarmente nota come "la Monaca di Monza". 
Nel 1638 grazie ad un lascito di Girolamo Albrizzi, la chiesa fu restaurata su progetto di Francesco Maria Richini.
Nel XVIII secolo il monastero acquisì terreni presso i Corpi Santi di Porta Vercellina a Milano nonché a Lampugnano, Gudo Visconti, Mediglia e Bustighera. Le monache in questo periodo furono regolate ed assistite da ecclesiastici secolari.
Il monastero fu soppresso nel 1787 e rimpiazzato con l'Ufficio del Bollo e l'Archivio del Demanio.

## Architettura
L'aspetto della chiesa e del monastero prima dell'incendio del XV secolo è ignoto. In seguito al restauro per opera di Francesco Richini l'edificio si presentava come una chiesa a singola navata con colonne ad ordine ionico provvisto di tre cappelle. Nella maggiore si trovava un altare ornato di ricchi marmi con una tavola dipinta da Carlo Francesco Nuvolone raffigurante Maria Vergine coronata dalla Santissima Trinità e ai suoi piedi San Benedetto e Sant'Ulderico adoranti. In una delle cappelle laterali si trovava un dipinto che raffigurava lo Sposalizio della Vergine di Simone Barabino.
In uno dei suoi cortili si trovava certamente un pozzo dall'acqua considerata miracolosa, che si dice fosse stata benedetta da Sant'Ulderico. Il 4 luglio di ogni anno, giorno dedicato al santo, le monache benedettine distribuivano una grande quantità delle acque del pozzo ai malati di febbri ostinate che le bevevano sperando di guarire.